# Шовкове (Броварський район)
Шовкове́ —  село в Україні, в Баришівській селищній громаді Броварського району Київської області. Населення становить 87 осіб. 

## Історія
Була приписана до Покровської церкви у Борщіві
У 1868 році на цьому місці був хутір Колосівщина, який був ліквідований при колективізації.
8 січня 1971 р. був виданий Указ Президії Верховної Ради УРСР Про присвоєння найменувань окремим населеним пунктам Київської області, відповідно до якого присвоєні найменування окремим населеним пунктам Київської області:
– у Баришівському районі: поселенню центральної садиби плодорозсадницького радгоспу — село Шовкове.

## Населення
Згідно з переписом УРСР 1989 року чисельність наявного населення села становила 137 осіб, з яких 70 чоловіків та 67 жінок.
За переписом населення України 2001 року в селі мешкало 109 осіб.

### Мова
Розподіл населення за рідною мовою за даними перепису 2001 року:
| Мова       | Відсоток |
| ---------- | -------- |
| українська | 96,49 %  |
| російська  | 3,51 %   |